# Кваркваре IV Джакелі
Кваркваре IV Джакелі (груз. ყვარყვარე IV ჯაყელი; 1554 — 26 листопада 1581) — атабег Самцхе (Месхетії) у 1573—1581 роках, бейлербей Чилдира в 1579—1581 роках.

## Життєпис
Другий син атабега Кайхосро II і Дедісмеді Мухранської. Народився 1554 року. Оскільки його старший брат Мзетчабук обрав церквону кар'єру, то Кваркваре оголошений спадкоємцем трону. 1573 року після смерті батька успадкував владу. Втім фактично влада опинилася в його матері. 1576 року було придушенозмови частини месхетинських феодалів. Тоді ж цивільна адміністрація була передана під управління брата атабега — Манучара.
1578 року з початком нової османо-перської війни Самцхе опинилося на місці бойових дій. Проти атабега вистипули  роди  Шалікашвілі, Діасамідзе і Аматакіешвілі. Того ж року під тиском османів на чолі із Лалою-Мустафою-пашою атабег Кваркваре IV визнав зверхність султана Мурада III. За цим вирушив до Стамбула. У 1579 році за наказом султана Самцхе було перетворено на Чилдирське бейлербейство, а Кваркваре IV був призначений християнським правителем його. Втім він помер 1581 року. Владу захопив брат Манучар II.

## Родина
Дружина — Маріхі
Діти:
- Кошіта (д/н—після 1587)
- Кайхосро (д/н—після 1587)